# Ringschwert

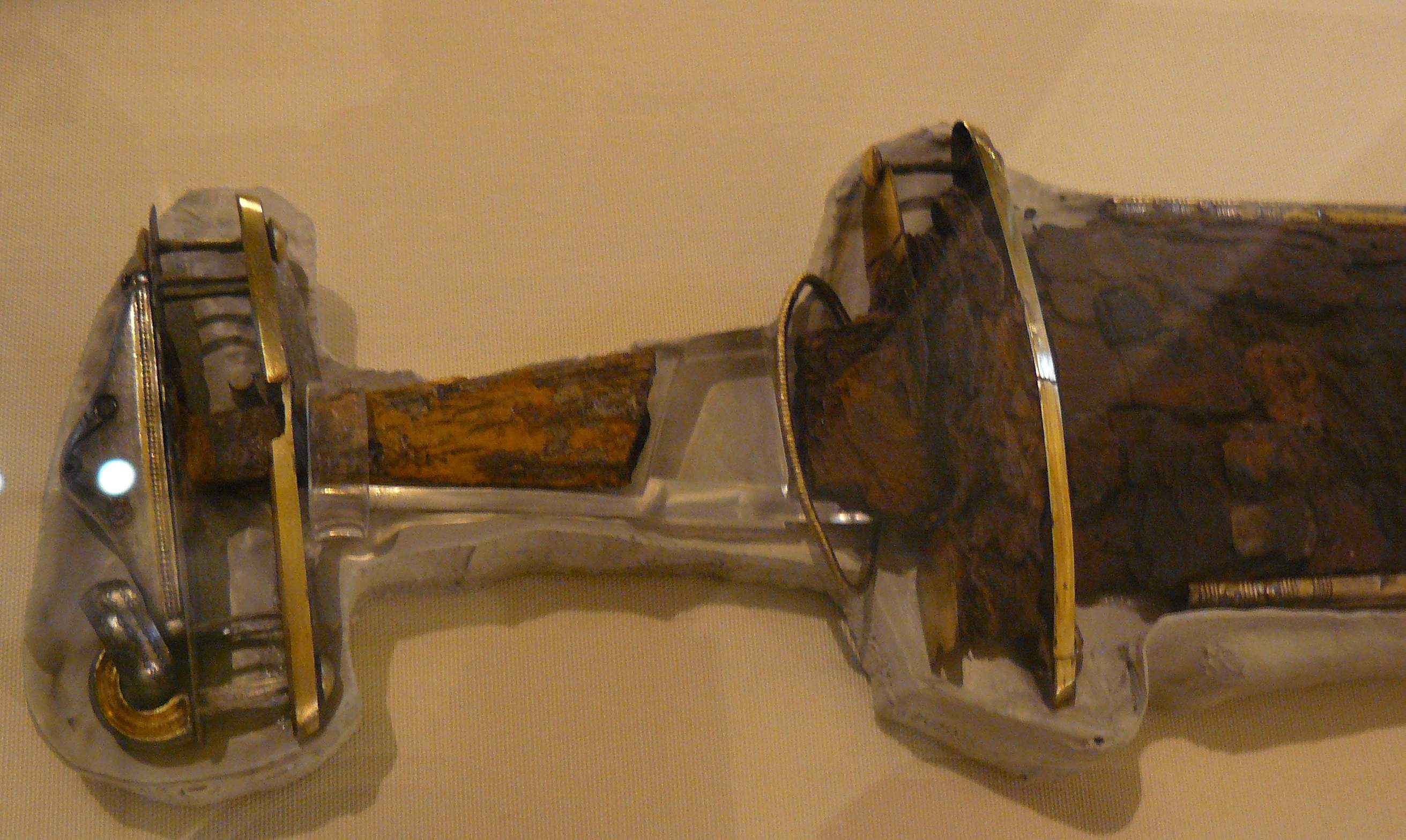
Angelsächsisches Ringschwert (spätes 6. Jahrhundert)

Ein Ringschwert ist eine Spatha, bei der seitlich am Knauf ein Ringpaar, zwei ineinander gehängte Ringe, angebracht wurden. Diese merowingerzeitlichen Schwerter kommen in der Zeit um 500 n. Chr. bis um 700 n. Chr. vor.

## Beschreibung

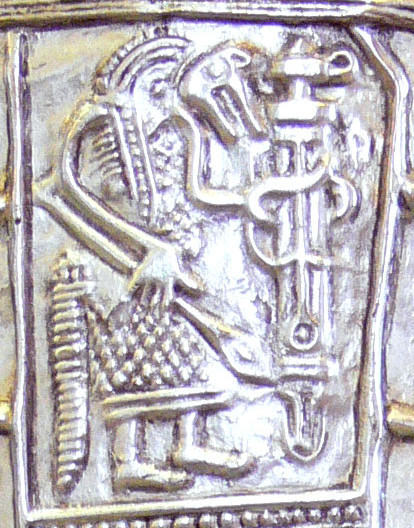
Wolfskrieger mit Ringschwert auf der Schwertscheide von Gutenstein

Bei den Ringschwertern handelt es sich oft um außergewöhnlich qualitätsvolle Schwerter. Ihr Vorkommen war relativ selten. Als Beispiel wird das Gräberfeld von Schretzheim angeführt, in dem nur ein Krieger von achtzig ein Ringschwert besaß. Bis heute wurden insgesamt etwa 80 Ringschwerter gefunden. Ihre damalige absolute Anzahl wird aber auf mehrere hundert oder einige tausend geschätzt. Der Knauf dieser Schwerter wurde meist pyramidenförmig ausgearbeitet.
Die Ringe selbst sind oft entsprechend dem Knauf aus Gold, Silber oder Bronze angefertigt. Es gibt sie in hohler wie auch in massiver Ausführung. Alle älteren Ringpaare des 6. Jahrhunderts wurden erst nachträglich an den Knauf anmontiert. Je nach Zeit und Ort waren die Ringe entweder unbeweglich angebracht oder nur lose eingehängt. Die jüngsten Ringpaare sind zusammen mit dem Knauf hergestellt und waren nicht mehr beweglich. Das Ringpaar wird als Zeichen einer Schwurbruderschaft oder einer Gefolgschaft gedeutet.
Das Ringschwert sollte nicht mit dem Ringknaufschwert verwechselt werden. Sie haben grundsätzlich nichts gemeinsam, außer dem ähnlich klingenden Namen.

## Bildliche Darstellung
Aus jener Zeit existieren auch mehrere bildliche Darstellungen von Kriegern mit Ringschwertern.
- Sutton Hoo, Suffolk, England: Ein Reiter auf einem Helm.
- Obrigheim (Pfalz), Kreis Bad Dürkheim, Rheinland-Pfalz: Ein Wolfskrieger auf einem Trinkgefäß (Becher oder Schale).
- Pliezhausen, Kreis Reutlingen, Baden-Württemberg: Nicht erhaltene Scheibenfibel mit Reiter
- Gutenstein (Sigmaringen), Kreis Sigmaringen, Baden-Württemberg: Ein Wolfskrieger auf einer Schwertscheide.
- Vendel (Schweden), Uppland, Schweden. Kriegerprozession auf einem Helm.
- Valsgärde, Uppland, Schweden: Reiter mit Eberkammhelm auf einem Helm.
- Torslunda, Öland, Schweden: Krieger mit Eberkammhelm auf Pressmodel zur Herstellung von Pressblechen.

## Ringpaare an anderen Gegenständen

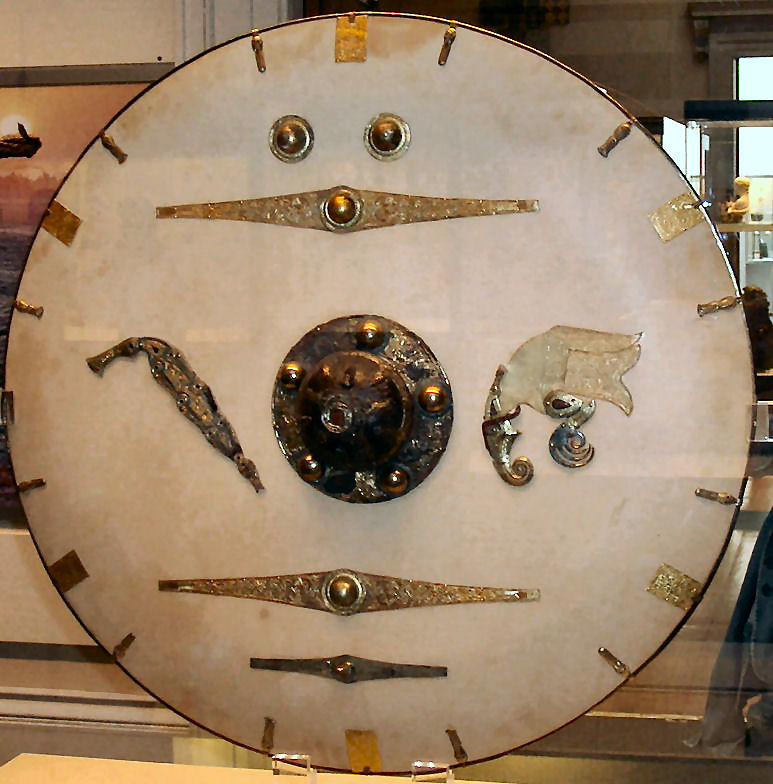
Schild mit Ring aus Sutton Hoo

Ringpaare waren nicht nur an Schwertern angebracht, sondern sind auch an anderen Gegenständen zu finden:
- Valsgärde, Uppland, Schweden: Ringknopf aus Bronze an einem Trinkhorn aus Grab 7.
- Sutton Hoo, Suffolk, England: Ring an einem Schild.